# ولي كندي
ولي كندي هي قرية في مقاطعة هشترود، إيران. عدد سكان هذه القرية هو 208 في سنة 2006.